# 마타지상주앙

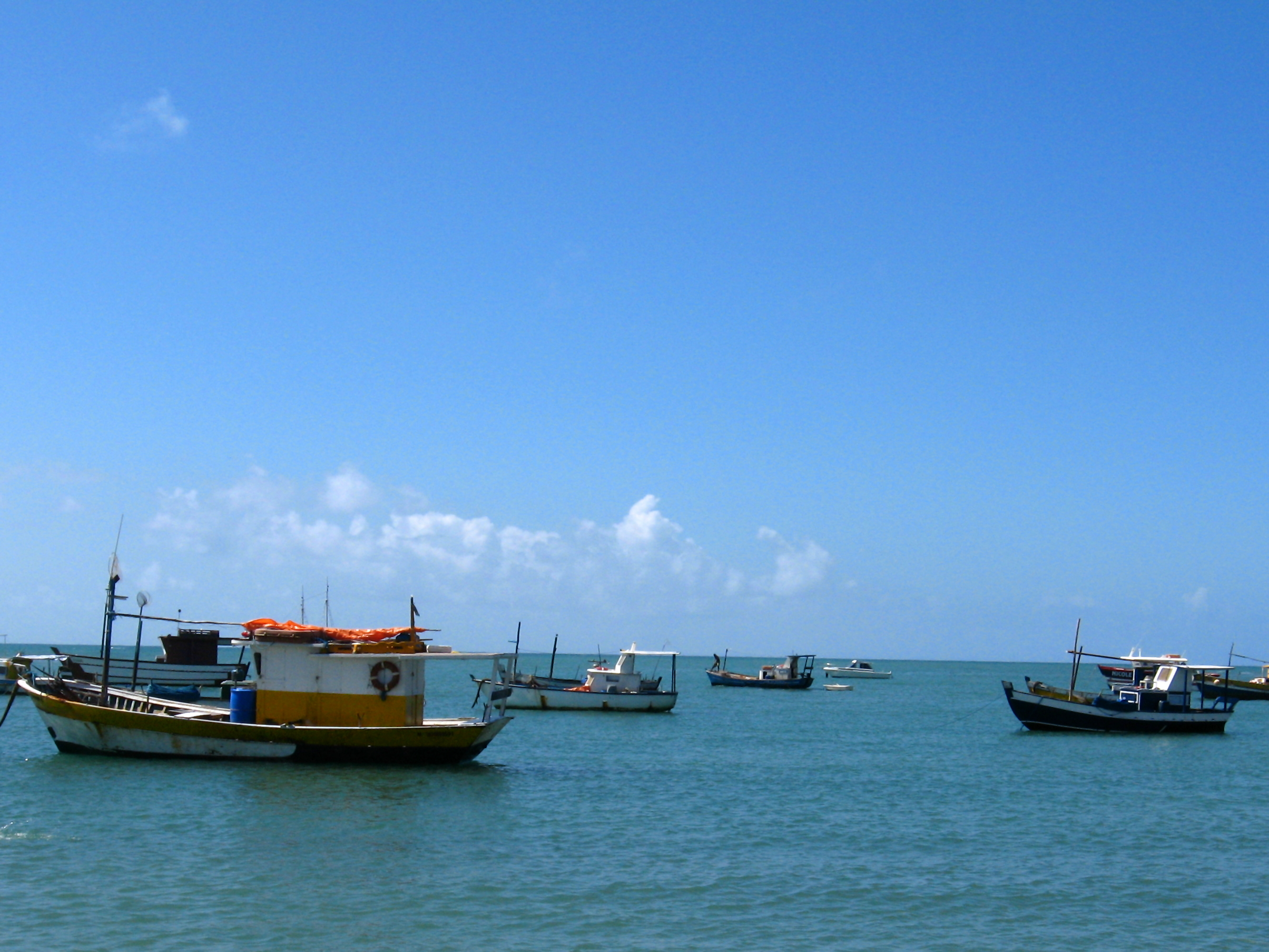

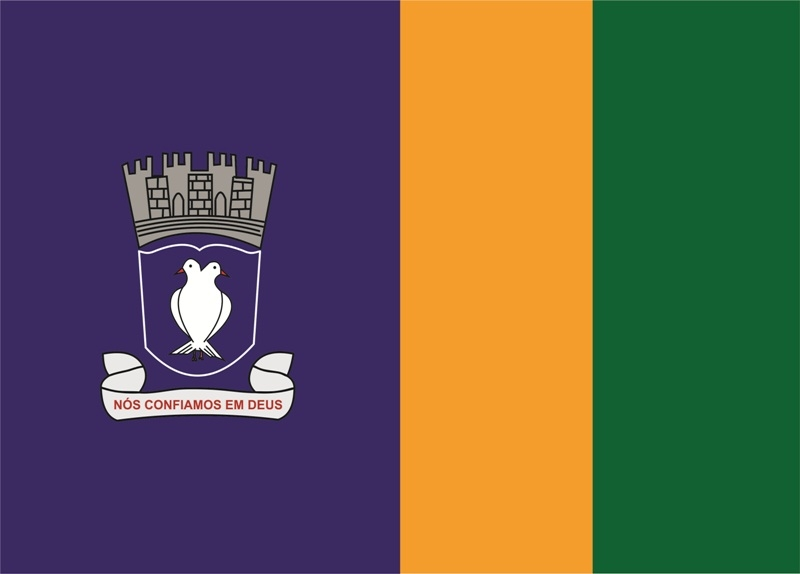

마타지상주앙(포르투갈어: Mata de São João)은 브라질 바이아주의 도시이다.